# Моралес, Бенито
Бенито Моралес (исп. Benito Morales, 1803 — 31 августа 1889) — центральноамериканский политик, временно исполнявший обязанности Верховного главы Никарагуа (как составной части Федеративной республики Центральной Америки).

## Биография
Родился в 1803 году в Матагальпе, окончил университет в Леоне. В 1830 году был избран заместителем магистрата Верховного суда штата Никарагуа.
В конце 1833 года Дионисио Эрреры оставил должность Верховного главы штата Никарагуа, и Бенито Моралес, как член Совета Представителей, был избран временным Верховным главой до завершения конституционного срока Эрреры. Однако, в марте 1834 года завершился срок полномочий Бенито Моралеса как члена Совета Представителей, и ему пришлось передать полномочия Верховного главы Хосе Нуньесу.
В 1866 году, когда Сенат и Конгресс Никарагуа обсуждали действия правительства по отношению к оказавшемуся на территории Никарагуа Херардо Барриосу, оппозиция лишила места в парламенте депутата от Матагальпы Рамона Алегрию и отдала это место Бенито Моралесу.
В 1881 году Бенито Моралес упоминается в документах в связи с восстанием индейцев в районе Матагальпы.